# باولو لينس
باولو لينس (بالإنجليزية: Paulo Lins)‏ (11 يونيو 1958، ريو دي جانيرو في البرازيل)؛ كاتِب، سيناريست وروائي برازيلي.

## روابط خارجية
- باولو لينس على موقع IMDb (الإنجليزية)
- باولو لينس على موقع ألو سيني (الفرنسية)
- باولو لينس على موقع أول موفي (الإنجليزية)
- باولو لينس على موقع قاعدة بيانات الفيلم (الإنجليزية)
- باولو لينس على موقع كينوبويسك (الروسية)